# Mittelwihr
Mittelwihr (en alsacià Míttelwihr, en alemany Mittel-Weier) és un municipi francès, situat a la regió del Gran Est, al departament de l'Alt Rin. L'any 1999 tenia 823 habitants.

## Demografia
| 1962 | 1968 | 1975 | 1982 | 1990 | 1999 |
| ---- | ---- | ---- | ---- | ---- | ---- |
| 672  | 688  | 658  | 622  | 732  | 823  |

## Administració
| Període   | Identitat          | Partit |
| --------- | ------------------ | ------ |
| 2001-2008 | Hugues Spenlehauer |        |